# Favolaschia aurantiaca
Favolaschia aurantiaca es una especie de hongos basidiomicetos de la familia Mycenaceae, del orden  Agaricales.